# Siegersdorf (Schnaittach)
Siegersdorf ist ein Gemeindeteil des Marktes Schnaittach im Landkreis Nürnberger Land (Mittelfranken, Bayern). Die Gemarkung Siegersdorf hat eine Fläche von 1,582 km². Sie ist in 348 Flurstücke aufgeteilt, die eine durchschnittliche Flurstücksfläche von 4546,05 m² haben.

## Geografie
Das in der Hersbrucker Alb gelegene Dorf wird umschlossen vom Rothenberg, Krummberg und Glatzenstein. Der im Waldgebiet Grünling entspringende Grünlingsbach durchfließt den Ort im Süden und vereinigt sich etwas westlich mit dem Siegersdorfer Bach zum Kersbach. Eine Gemeindeverbindungsstraße führt zur Kreisstraße LAU 9 (0,2 km nordwestlich) bzw. nach Kirchensittenbach (3,2 km östlich).

## Geschichte
Der Ort wurde um 1280 als „Sighartstorf“ erwähnt, also Dorf eines Sighart. Früher soll dort eine Burg gestanden sein, denn im 13./14. Jahrhundert gab es in der Gegend ein Geschlecht der Herren von Siegersdorf.
Mit dem Gemeindeedikt wurde Siegersdorf im Jahr 1808 der Steuerdistrikt Rothenberg und der Ruralgemeinde Rothenberg zugewiesen. Mit dem Zweiten Gemeindeedikt (1818) entstand die Ruralgemeinde Siegersdorf. Sie unterstand in Verwaltung und Gerichtsbarkeit dem Landgericht Lauf. Am 1. Juli 1931 kamen von der aufgelösten Gemeinde Rabenshof die Orte Enzenreuth, Hinterhof, Kaltenherberg und Rabenshof hinzu. Im Zuge der Gebietsreform in Bayern wurde Siegersdorf am 1. Juli 1971 nach Schnaittach eingemeindet.

## Baudenkmäler

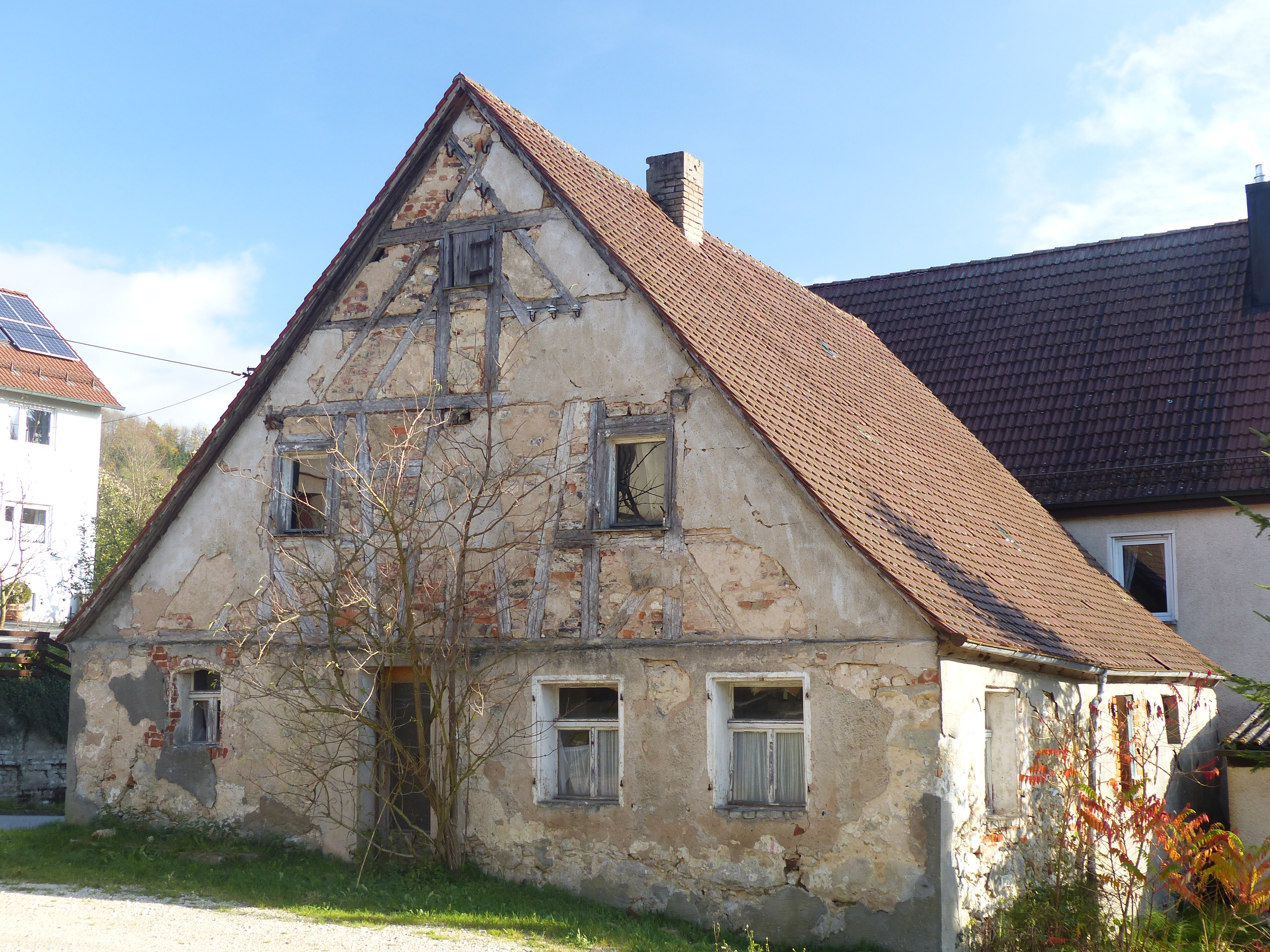
Ehemaliges Wohnstallhaus

In Siegersdorf befinden sich zwei Baudenkmäler: Eine als Massivbau mit Satteldach und Dachreiter ausgeführte Kapelle und ein ehemaliges Wohnstallhaus, das aus dem 19. Jahrhundert stammt.